# Connie Jones

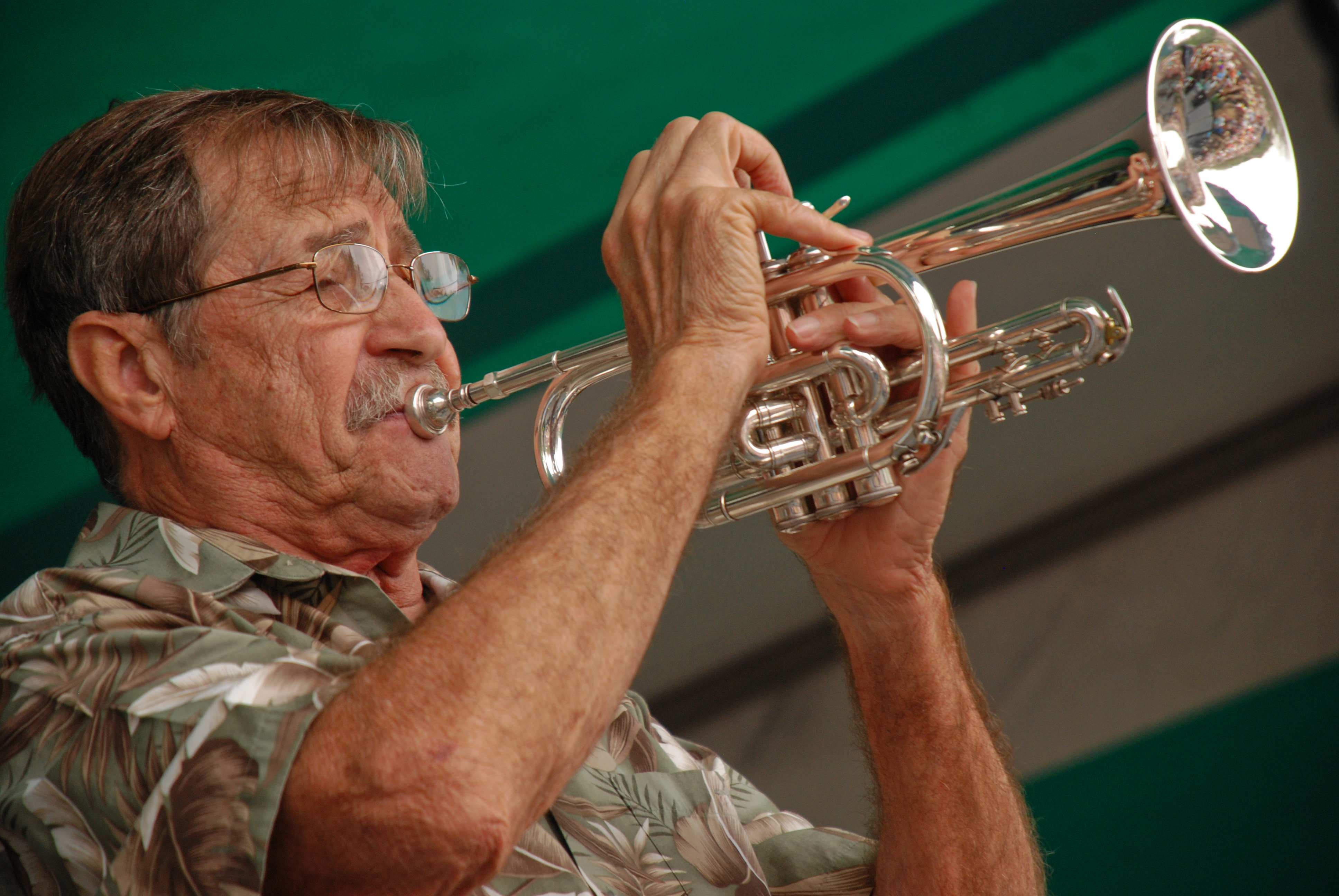
Connie Jones (2009)

Connie Jones (New Orleans, 22 maart 1934 – aldaar, 13 februari 2019) was een Amerikaanse muzikant in de traditionele jazz, die trompet en kornet speelde.

## Biografie
Jones speelde toen hij vijf jaar was al piano daarna aanvankelijk bugel, toen hij tien was stapte hij over op de trompet. Hij speelde in de Junior Band van Tony Almerico.
In 1951 won hij met zijn Dixiecats een nationale competitie op tv, in de TV Teen Club van Paul Whiteman. In 1952/53 maakte hij deel uit van de Basin Street Six rond Pete Fountain, een groep die traditionele New Orleans-jazz speelde. Vanaf 1961 werkte hij bij Santo Pecora, daarna in New York bij Jack Teagarden (1963/1964). Rond 1966 toerde hij met de band van Billy Maxted. Vanaf 1967 werkte hij zeven jaar bij Pete Fountain. In 1974 was hij muzikaal leider van de heropgerichte Dukes of Dixieland. Tussen 1976 en 1983 leidde hij de huisband van Blue Angel in Bourbon Street, daarna ging hij internationaal toeren. Met zijn groepen speelde hij ook aan boord van de Mississippi-boot Delta Queen.
In 2008 nam Jones het album Creole Nocturne met pianist Tom McDermott op, in 2011 volgde de plaat If Dreams Crue True, met klarinettist Tim Laughlin. Tevens nam hij op met Bucky Pizzarelli en Banu Gibson. Hij was als musicus te gast in verschillende tv-uitzendingen, zoals The Today Show, The Tonight Show en de Mike Douglas Show. Hij trad op op het New Orleans Jazz & Heritage Festival, het Satchmo SummerFest en het Evergreen Jazz Festival. Met zijn Crescent City Jazz Band speelde hij negen jaar op het French Quarter Festival in New Orleans.
Voor zijn muzikale werk kreeg hij in 2012 een eredoctoraat van Loyola University New Orleans.
Hij overleed op 84-jarige leeftijd.

## Discografie (selectie)
- Sweet, Hot & Blue (Jazzology 2000)
- Connie Jones & Dick Sudhalter Get Out and Get under the Moon (Challenge 1998)
- Crescent City Jazz Band (Jazzology 1971)